# رد فعل ماتسوتي
رد فعل ماتسوتي أو رد فعل مازوتي (بالإنجليزية: Mazzotti reaction)‏ حالة عرضية مرضية تظهر عند المرضى بعد خضوعهم لعلاج مرض العمى النهريب مع دواء ثنائي إيثيل الكاربامازين(DEC). ويمكن أن تكون لتفاعلات رد الغعل المازوتي خطورة كبيرة ومهددة للحياة، وتتميز الأعراض المصاحبة لها بالحمى، الشرى، وتورم العقد الليمفاوية، وعدم انتظام دقات القلب، انخفاض ضغط الدم، ألم المفاصل، وذمة، وآلام في البطن التي تحدث في غضون سبعة أيام من العلاج من microfilariasis. يرتبط تفاعل Mazzotti مع كثافة العدوى؛ ومع ذلك، هناك على الأرجح آليات متعددة تعتمد على كثافة العدوى المسؤولة عن التوسط في هذا التفاعل المعقد.
وقد تم وصف رد الفعل المازوتي، لأول مرة في عام 1948

## التشخيص

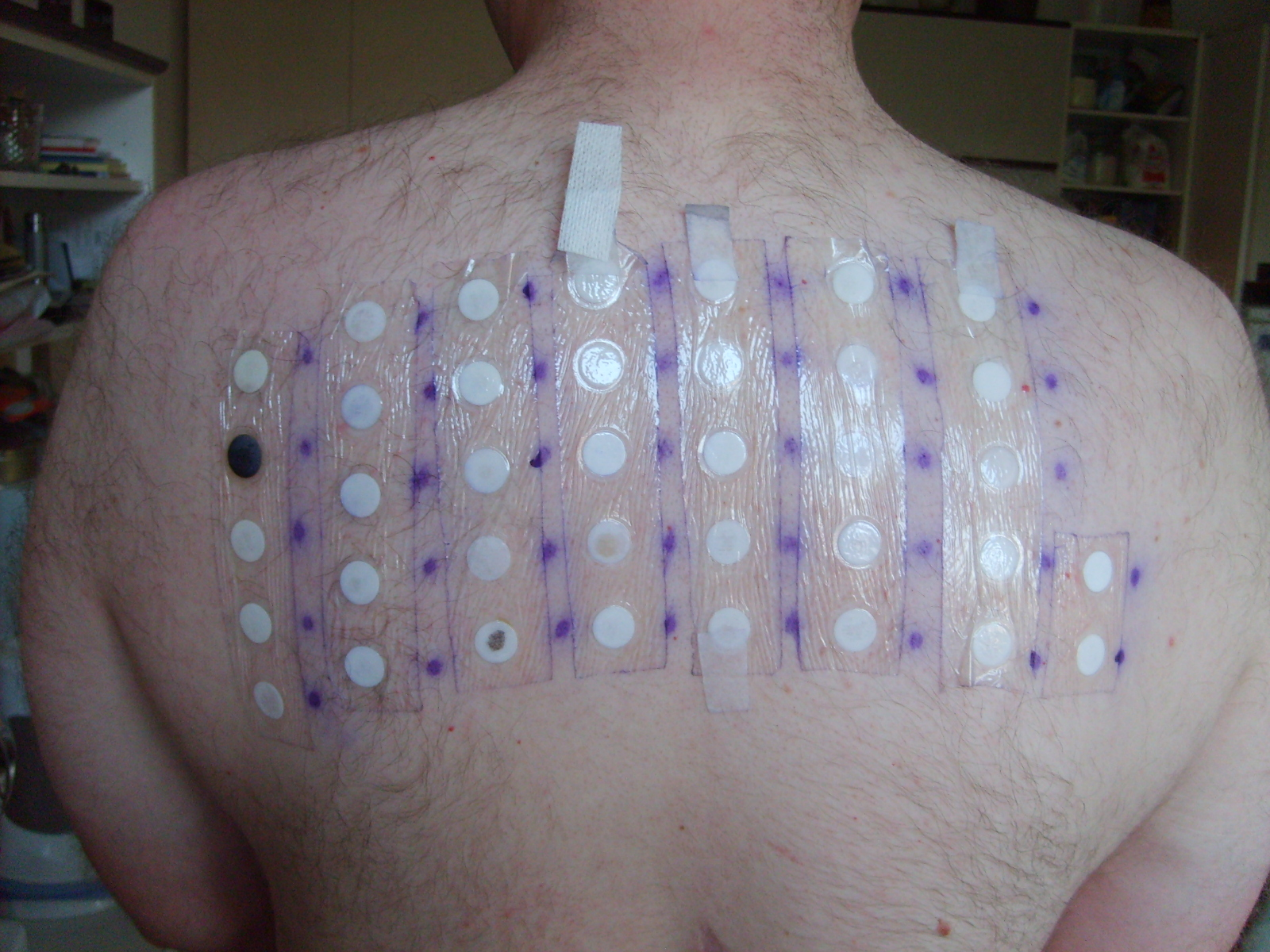
اختبار اللاصق

يتم التشخيص بأول إجراء وهو اختبار البقعة هذه الظاهرة شائعة جدا عندما يستخدم DEC لعلاج داء كلابية الذنب أن هذا الدواء هو أساس اختبار لاصق الجلد (بالإنجليزية: skin patch test)‏ الذي يستعمل للتأكيد في التشخيص. يوضع لاصق الدواء على الجلد، وإذا كان المريض مصابًا بالمكروفيلارية الكلابية المتلوية (microfilaria of O. volvulus)، فإن الحكة الموضعية والأرتكاريا يتم رؤيتها في موقع التطبيق.
وقد تم الإبلاغ عن حالة رد الفعل الماتسوتي بعد العلاج الافتراضي لداء البلهارسيات وداء داء الأسطوانيات الشعرية مع أدوية الإيفرمكتين، البرازيكوانتيل والألبيندازول. كان المريض لديه حل كامل للأعراض بعد العلاج الوريدي مع الميثيلبريدنيسولون.